# Monstruo de Aramberri
El monstruo de Aramberri (Pliosauridae indet. de Aramberri) es como se conoce popularmente a los restos fósiles de un enorme reptil marino extinto, un plesiosaurio pliosáurido gigante del Kimmeridgiense (desde hace unos 155 hasta 150 millones de años), en el Jurásico superior, encontrados en la Formación La Casita, en el municipio de Aramberri, al sur del estado mexicano de Nuevo León. Los fósiles fueron descubiertos por un estudiante de la Facultad de Ciencias de la Tierra de la Universidad Autónoma de Nuevo León mientras realizaba un mapeo geológico en 1984 y fueron considerados en principio como restos de un dinosaurio por Hähnel (1988). Marie-Céline Buchy y colaboradores (2003) los identificaron como los fragmentos torácico-cervicales de un pliosaurio grande, pero el material conservado no permite la atribución a un género y especie en particular por carecer de suficientes elementos diagnósticos.

## Descripción del hallazgo
Los restos son comparables con Liopleurodon (lo cual también podría haber sido uno de los elementos que contribuyeron a la popularización de la exageración de su tamaño), pero parece pertenecer a otra especie. Sin embargo, el animal sobresale por sus dimensiones, estimadas en alrededor de quince metros de largo, sobre la base de una vértebra de más de 10 centímetros de diámetro y las dimensiones de la cintura escapular, lo que haría uno de los mayores pliosaurios que se hayan descubierto. Es, en todo caso muy difícil de decir, dada la naturaleza fragmentaria de los fósiles, que aún no se han descrito con precisión. Un segundo fósil, probablemente del mismo espécimen también fue descubierto: un fragmento de mandíbula con algunos dientes rotos. Desafortunadamente, este segundo fósil se ha perdido, si bien aún quedan algunas fotografías.
Se estimó en un principio que los restos del ejemplar hallado correspondían a un animal joven, de unos 20 metros y unas 50 toneladas, perteneciente a un pliosaurio; incluso en esta conclusión se basó la serie documental de la BBC Paseando con Dinosaurios, en el cual se basó para representar a un Liopleurodon de gran tamaño.
Es difícil compararlo con otros especímenes que contienden por el título del mayor monstruo marino, tales como el Pliosaurus funkei, el Kronosaurus o el pliosauroideo de Dorset, debido a la escasez de fósiles completos. Sin embargo, las longitudes máximas de estos tres ejemplares se estiman en 15 metros, 10 metros y 18 metros, respectivamente.

## Excavaciones y restauración
Desde el reporte del hallazgo, las excavaciones han estado a cargo del Dr José Guadalupe López Oliva de la Facultad de Ciencias de la Tierra de la UANL y especialistas alemanes como el Dr. Wolfgang Stinnesbeck, de la Facultad de Geociencias de la Universidad de Karlsruhe, y los doctores Dino Frey y Marie Buchy del Museo de Ciencias Naturales de la ciudad de Karlsruhe, además de varios estudiantes de la Facultad de Ciencias de la Tierra de la Universidad Autónoma de Nuevo León que han participado en este tipo de rescates.

### Excavaciones
1. En el año 2001 se evaluó el sitio, se rescataron fragmentos dispersos en el área, además de localizar estratos que contenían restos del pliosaurio.
2. En el año 2002 empezaron las excavaciones propiamente dichas, con el apoyo de los lugareños, para remover el sedimento, el cual contenía restos óseos de diferentes tamaños.
3. Se comenzaron a enviar los restos al Museo de Ciencias Naturales de Karlsruhe, en Alemania.

### Restauración
El 7 de enero de 2003 llegaron a Karlsruhe, Alemania, empacados en 14 enormes cajas, los restos del "monstruo de Aramberri", al Museo de Ciencias Naturales de Karlsruhe, con la intención de ser reconstruido casi en su totalidad.
Los huesos serían preparados por especialistas del museo de Karlsruhe para proceder a hacer copias de tamaño natural que se quedarían en el museo, mientras el fósil regresaría a su país de origen, puesto que es considerado patrimonio nacional.
Debido a que el museo de Karlsruhe se encontraba a su máxima capacidad, ya no pudo seguir recibiendo nuevo material de las excavaciones. Por eso se optó por enviar el material adicional al Museo del Desierto en la ciudad de Saltillo, Coahuila, también en México, donde Marie Buchy, especialista en reptiles marinos, se encuentra estudiando los restos.

## Exhibición pública
Durante el 2007 se exhibió una parte del fósil en el Museo de Historia Mexicana, en una exposición temporal denominada "Fósiles Marinos de Nuevo Léon, antes mar, ahora montañas".
Una recreación del «monstruo» a tamaño natural se exhibe en el Papalote Museo del Niño de Monterrey.